# Isla Puntilla Norte
Isla Puntilla Norte är en ort i Mexiko.   Den ligger i kommunen Matamoros och delstaten Tamaulipas, i den östra delen av landet, 700 km norr om huvudstaden Mexico City. Isla Puntilla Norte ligger 4 meter över havet och antalet invånare är 101. Den ligger på ön Isla Higuerillas.
Terrängen runt Isla Puntilla Norte är mycket platt. Havet är nära Isla Puntilla Norte åt sydväst.  Närmaste större samhälle är Las Higuerillas, 2,5 km nordost om Isla Puntilla Norte. 